# A Parigi nell'ombra
A Parigi nell'ombra (Paris Underground) è un film del 1945 diretto da Gregory Ratoff.

## Trama
Durante la Seconda guerra mondiale due amiche organizzano la fuga di un soldato inglese dalla Francia. Il loro scopo è di realizzare un percorso nella Parigi sotterranea per aiutare altri innocenti a scappare dalla tirannia nazista.

## Riconoscimenti
- 1946 - Premio Oscar
  - Nomination migliore colonna sonora ad Alexandre Tansman